# Дра Абу ель-Неґа

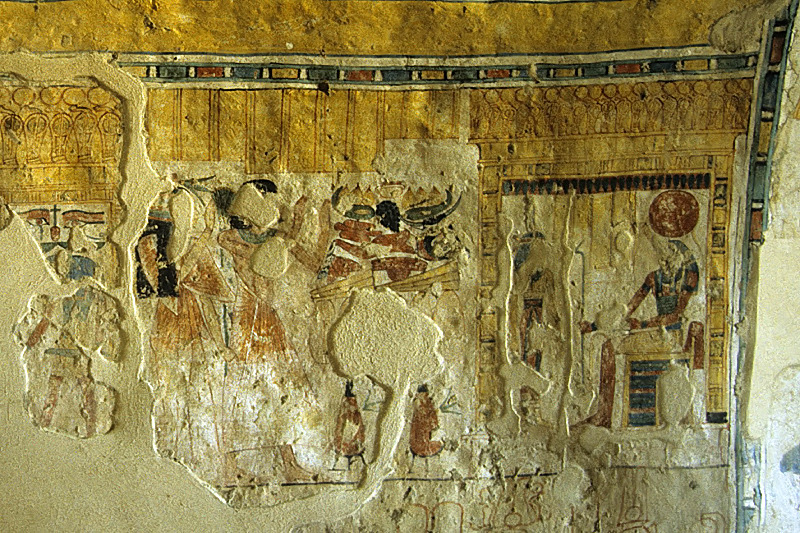
Настінні розписи з гробниць Дра Абу ель-Неґа

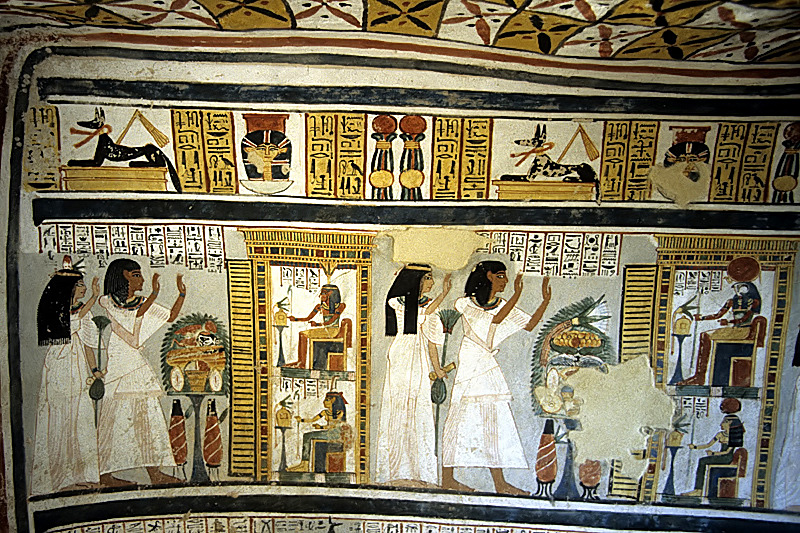
Настінні розписи з гробниць Дра Абу ель-Неґа

Дра Абу ель-Неґа — давньоєгипетський некрополь, розташований у Долині царів на західному березі Нілу біля Фів. На південь від Дра Абу ель-Неґа розташований некрополь Ель-Ассасіф.

## Опис
Є двома розташованими поряд некрополями. На першому з них поховання проводились ще за часів XI династії. Другий, що включає понад 60 гробниць, став місцем царських поховань, починаючи з доби Другого перехідного періоду (XVII династія). Там були поховані фараони XVII та XVIII династій, серед яких Аменхотеп I, Таа II Секененра, Яхмос I і його сестра та дружина, цариця Яхмос-Нефертарі. Під час розкопок археологи виявили гробницю фараона XVII династії Ініотефа VII.
Некрополь також був місцем поховань чиновників доби Нового царства, які раніше жили у Фівах.
У ранньохристиянський період на території некрополю розміщувався коптський монастир Дейр ель-Бахіт. Його руїни збереглись досьогодні.